# Georges Richard (homme politique, 1928)
Pour les articles homonymes, voir Georges Richard et Richard.
Georges Richard, né le 26 septembre 1928 à Bagnolet, est un homme politique français.

## Biographie
Sa carrière professionnelle se déroule dans l'enseignement : il est d'abord instituteur à Baleyssagues en 1957, puis au Niger au titre de la coopération à partir de 1962, au Congo Brazzaville de 1973 à 1976. En 1977, il revient en France, à Marmande, où il dirige un collège.
Il s'engage dans la vie politique en 1989, date à laquelle il est élu conseiller municipal de Miramont : il devient successivement adjoint au maire, puis premier adjoint en 1985. Il est élu en 1986 conseiller régional d’Aquitaine, il y est chargé de l’éducation, de la formation et de la culture.
En 1992, il succède à Marcel Mennechet, démissionnaire pour raisons de santé, à la mairie de Miramont. Réélu maire en 1995 et 2001, il est aussi élu député de 1993 à 1997. 
En 2008, il abandonne tous ses mandats politiques.

## Détail des fonctions et des mandats
- 28 mars 1993 - 21 avril 1997 : Député de Lot-et-Garonne
- Conseiller régional d'Aquitaine (1986-1998)
- Maire de Miramont-de-Guyenne de 1992 à 2008.

## Distinctions
- Officier de la Légion d'honneur (2012)
- Commandeur des Palmes académiques